# Антоний (Каржавин)
Архиепископ Антоний (в миру Александр Николаевич Каржавин; 15 мая 1858, Вологодская губерния — 16 марта 1914) — епископ Русской православной церкви, архиепископ Тверской и Кашинский (1910—1914), епископ Тобольский и Сибирский (1897—1910).

## Биография
Родился в семье статского советника Николая Аполлоновича Каржавина.
Среднее образование получил в Вятской гимназии, а высшее богословское в Московской духовной академии. Окончил академию в 1880 году со степенью кандидата богословия и был назначен в Тамбовскую духовную семинарию преподавателем основного, догматического и нравственного богословия.
По постановлениям педагогического собрания, с утверждением епархиального преосвященного, кроме указанных основных предметов, преподавал в разных классах латинский, французский и еврейский языки, исполнял должности секретаря семинарского правления, члена педагогического собрания и инспектора семинарии.
25 февраля 1888 года удостоен степени магистра богословия за работу: «О рационалистических сектах». В этом же году 10 июля пострижен в монашество с именем Антония, 15 июля рукоположён во иеродиакона, а 17 июля — во иеромонаха.
Указом Святейшего Синода от 1 декабря 1888 года назначен инспектором Московской духовной академии с возведением в сан архимандрита.
30 марта 1891 года назначен ректором Вифанской духовной семинарии.
13 сентября 1895 года в Святейшем Синоде было совершено наречение его вое епископа Великоустюжского, викария родной ему Вологодской епархии. Наречение совершил первенствующий член Синода митрополит Санкт-Петербургский Палладий (Раев) при участии присутствующих в Синоде архиереев: архиепископа Херсонского Иустина (Охотина), архиепископа Финляндский Антония (Вадковского), епископа Германа, епископа Маркелла.
14 сентября 1895 года хиротонисан во епископа Великоустюжского, викария родной ему Вологодской епархии. Хиротонию совершали: митрополит Санкт-Петербургский Палладий (Раев), архиепископ Финляндский Антоний (Вадковский), архиепископ Херсонский Иустин (Охотин), епископ Герман, епископ Алеутский Николай (Зиоров), епископ Елизаветградский Тихон (Морошкин).
4 октября 1897 года назначен епископом Тобольским и Сибирским.
1 мая 1904 года награждён орденом Св. Анны 1-й степени.
Летом 1909 года был вызван в Санкт-Петербург для присутствования в Святейшем Синоде на летнюю его сессию. Здесь он был назначен председателем Всероссийского съезда законоучителей светских средних учебных заведений, за руководство которым объявлена ему благодарность Святейшего Синода.
Будучи епископом Тобольским, он первый из архиереев разоблачил перед высшей церковной властью Григория Распутина, за что вскоре был «с повышением» перемещен в Тверь, а на его место был назначен друг и сотаинник Распутина епископ Варнава Каргопольский.
В 1910 году перемещён на Тверскую кафедру и на Пасху возведён в сан архиепископа.
Последние годы своей жизни страдал водянкой и ожирением сердца, несмотря на курортное лечение в Карлсбаде и меры особого режима в домашней своей жизни.
Последние годы занимался составлением толкования на Псалтырь, но не успел закончить его.
Скончался тихо и внезапно 16 марта 1914 года в загородном архиерейском доме. Погребен в Тверском Отроч монастыре.

## Сочинения
- Учение об оправдании по символическим книгам лютеран. Тамбов, 1886.
- Акценты в книге Псалмов, их происхождение и значение. Кратко изложены Коржавиным. М., 1877.
- «О рационалистических сектах». М. 1887 г. (Магистерская диссертация).
- Заметки и статьи. // «Тобольские ЕВ». 1897—1910; «Тверские ЕВ». 1910—1914.
- Речь при наречении его во епископа. «Церк. Вед.» 1895, сентябрь, № 38, с. 1308—1309.
- Псалтырь толковая (в рукописи).
- Антоний (Каржавин), архиепископ Тверской и Кашинский.
- План составленный(ия) «Лествицы» (небесной) преп. Иоанном Лествичником. «Богослов. Вестн.» 1916, январь, с. 77.
- Древнее учение египетской религии о богах, о бессмертии человеческой души и странствовании её после разлучения с телом. // « Прибавления к Творениям свв. отцев». 1890. 41, 1, 178—205 с.
- Взгляд Лянгена на различие в учении о Св. Троице между восточной и западной церквами. // « Прибавления к Творениям свв. отцев». 1891, 48, 2, 396—454 с.
- Изображение Царства Божия в Псалтири. // «Тобольские ЕВ». 1904. № 10.
- Изъяснения 4-й гл. псалма. // «Тобольские ЕВ». 1904. № 12.
- О псалмах Давидовых, как наилучших образцах «научения в Законе Божием». // «Тобольские ЕВ». 1914. № 15.